# 35 av. J.-C.
Cette page concerne l'année 35 av. J.-C. du calendrier julien.

## Événements
- 1er janvier : début à Rome du consulat de Lucius Cornificius et Sextus Pompeius[1].
- Mars : Octavie, sœur d'Octavien, est envoyée par ce dernier rejoindre son mari Marc Antoine avec des renforts afin d'aider celui-ci dans sa préparation d'une nouvelle expédition contre les Parthes. Octavie reçoit un message de Marc Antoine, alors qu'elle vient d'arriver à Athènes, lui enjoignant de retourner à Rome, ce qu'elle fait. Les renforts arrivent à Marc Antoine[2].
- Printemps : campagnes victorieuses d’Octavien en Illyrie et en Dalmatie (fin en 33 av. J.-C.)[2]. Il combat les Iapydes, les Pannoniens et les Dalmates. Selon Suétone, Octavien est blessé deux fois pendant cette campagne.

- Hérode fait noyer "accidentellement" Aristobule III ; Hananel reprend la charge de grand prêtre. Alexandra, la mère d’Aristobule, écrit à Antoine et Cléopâtre pour obtenir réparation. Hérode est convoqué à Laodicée de Syrie. Il confie la régence de Judée à son oncle Joseph, avec ordre d'exécuter Mariamne, épouse d'Hérode et sœur d’Aristobule, s’il ne revenait pas. Le bruit court qu'il a été exécuté par Antoine et une révolte des partisans des Hasmonéens contre les Hérodiens éclate. Hérode gagne Antoine avec de d'argent et réprime la révolte[3].

- Orange est fondée par les vétérans de la Legio II Gallica sous le nom de Colonia Julia Secundanorum Arausio[4].

## Décès
- 13 mai : Salluste, historien (né v.87 av. J.-C.).
- Été : Sextus Pompée, exécuté à Milet[2].

- Aristobule III, grand-prêtre de Jérusalem.